# Hans Palmquist
Hans Ove Palmquist (Oskarshamn, 26 dicembre 1967) è un ex calciatore svedese, di ruolo difensore.

## Carriera

### Club
Palmquist giocò per l'Oskarshamns AIK, per poi passare al Göteborg. Successivamente, militò nelle file dell'Häcken dal 1988 al 1996. Terminata questa esperienza, fu in forza ai norvegesi del Moss, dove rimase fino al 2001.